# She-Devils on Wheels
She-Devils on Wheels è un film del 1968, diretto dal regista Herschell Gordon Lewis.

## Trama
Una banda di motocicliste terrorizza un piccolo quartiere americano. Alcuni rivali, per decretare chi debba possedere il territorio, aggrediscono una componente del gruppo. Le giovani teppiste inizieranno, quindi, una vendetta all'ultimo sangue.  

## Produzione
Il film, come nella maggior parte dei lavori di Gordon Lewis, è stato realizzato con un budget ridotto. Venne girato in appena due settimane. La maggior parte delle scene sono ambientate in Florida. 
Il cast è composto da attori non professionisti. 

## Distribuzione
Mai uscito nelle sale italiane, la pellicola fu proiettata in cinema grindhouse o nei drive in americani. Successivamente, venne riproposto in formato home video e in alcune piattaforme streaming.

## Accoglienza
Considerato un cult movie del filone bikexploitation, è stato uno dei maggiori successi commerciali per il regista Lewis.

## Influenza culturale
La band americana The Cramps ha realizzato una cover del tema principale nell'album A Date with Elvis (1986).